# Walter Jehová Heras Segarra
Walter Jehová Heras Segarra OFM (Bulán, Equador, 4 de abril de 1964) é um ministro equatoriano e bispo católico romano de Loja.
Walter Jehová Heras Segarra entrou na ordem franciscana e recebeu o sacramento da ordenação sacerdotal em 28 de junho de 1974.
Em 25 de março de 2009, o Papa Bento XVI o nomeou Bispo titular de Vazari e o nomeou Vigário Apostólico de Zamora no Equador. O núncio apostólico no Equador, Dom Giacomo Guido Ottonello, o consagrou em 21 de maio do mesmo ano; Os co-consagradores foram o Arcebispo de Guayaquil, Antonio Arregui, e o Bispo de Babahoyo, Fausto Gabriel Trávez Trávez OFM.
Em 2 de maio de 2019, foi também nomeado Administrador Apostólico da Diocese de Loja vaga. O Papa Francisco o nomeou Bispo de Loja em 31 de outubro de 2019. A posse ocorreu em 14 de dezembro do mesmo ano.